# Сасарам
Сасарам (англ. Sasaram, хинди सासाराम) — город в Индии, административный центр округа Рохтас штата Бихар.

## Этимология
Согласно легенде в этих местах жил и погиб в битве с Парашурамой мифический воин Сахастрабаху (хинд.) во времена описываемые в «Рамаяне». Название города может происходить от комбинации имён этих мифических воителей. Некоторые историки верят, что название происходит от имени древнего правителя Никулакасхакабасу, или от имени Парашурамы.

## География
Абсолютная высота — 100 метров над уровнем моря.

## Население
По данным на 2013 год численность населения составляет 179 462 человека.
Динамика численности населения города по годам:
| 1991   | 2001    | 2013    |
| ------ | ------- | ------- |
| 98 122 | 131 172 | 179 462 |

## Экономика
Экономика города основана на сельском хозяйстве и пищевой промышленности. Имеет место добыча строительного камня.

## Достопримечательности

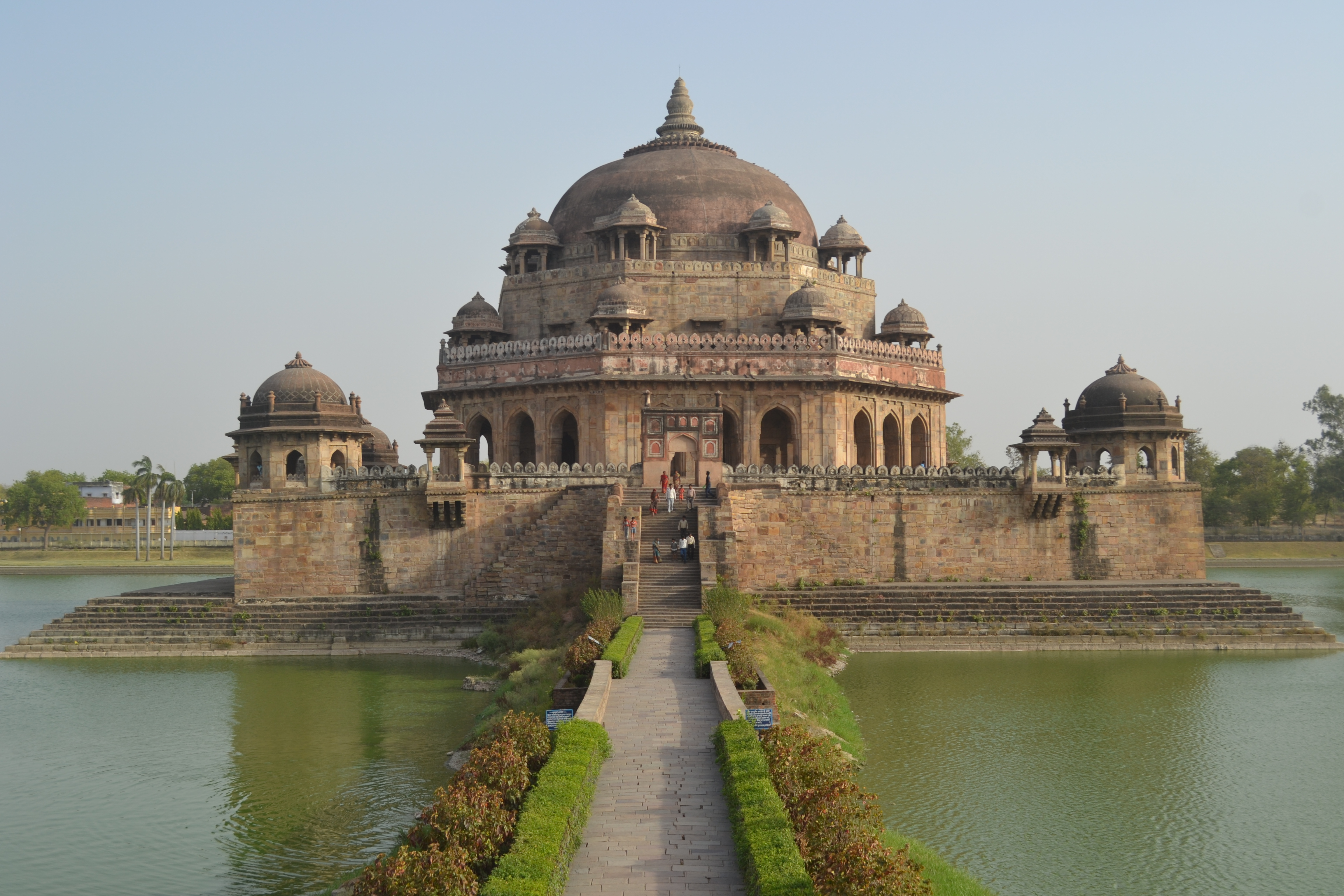
Мавзолей Шер-шаха Сури в Сасараме

Гробница Шер-шаха, является объектом наследия ЮНЕСКО. Географические координаты: 24°56′ с. ш. 84°01′ в. д..